# Micro-région de Tatabánya
La micro-région de Tata (en hongrois : tatabányai kistérség) est une micro-région statistique hongroise rassemblant plusieurs localités autour de Tatabánya.